# 掌叶白头翁
掌叶白头翁（学名：Pulsatilla patens var. multifida）为毛茛科白头翁属下的一个变种。

## 扩展阅读
- 維基物種上的相關：掌叶白头翁